# Чаша Амріти
Чаша Амріти – роман українського письменника, футуролога, громадського діяча Олеся Бердника, що його опублікувало київське видавництво «Радянський письменник» 1968 року.

## Тема твору
У романі зображена людина, яка забула дану нею свого часу обітницю жити заради інших, заплуталась у буденних справах, але згодом, під впливом обставин, переосмислила життя і стала до праці на користь суспільства.

## Ідея твору
Ідеєю роману є  служіння людству, як один зі шляхів до пізнання істини, що зрештою веде до творення «збратаного», єдиного світу, а там – до безсмертя. 

## Проблематика твору
Проблематикою твору є конфлікт між прагненням людського духу до пізнання і пошуків істини та буденною рутиною, життям задля набування благ і задоволення власних потреб.

## Основні діючі особи
Михайло Сагайдак - боєць Червоної армії, надалі радянський вчений;
Свамі Рішідева - боєць британського експедиційного корпусу, в подальшому - вчений-біопсіхолог;
Гаррі Соун - американський пілот, надалі - астронавт НАСА.

## Сюжет
Дія роману починається у 1942 році, під час Другої світової війни. У нацистському таборі смерті зустрічаються і товаришують українець Михайло Сагайдак, індус Свамі Рішідева та американець Гаррі Соун. Михайло та Гаррі вражені новим другом Свамі, який займається йогою, може на відстані ділитися думками із своїм вчителем та прагне поєднати східні духовні практики із західними технічними досягненнями.
Згодом друзі влаштовують втечу полонених, під час якої потрапляють у пастку. Завдяки Свамі вони рятуються, склавши клятву служіння людству.
Після війни кожен йде своїм шляхом. Соун – відомий американський пілот, який працює у НАСА та прагне прокласти для людства шляхи до зірок. Рішідева – вчений біопсихолог зі світовим ім’ям, який вивчає зв’язок живого й неживого у природі. 
Сагайдак також є вченим, досліджує галактики та працює над теорією космогенезу, але взагалі невдоволений власним життям. Він розуміє, що став байдужим, а іноді й цинічним, але в нього не вистачає ані сил, ані бажання, ані сміливості, щоб щось змінити. До того ж, в той час, як друзі у своїх листах розповідали про справжнє кохання, про допомогу  дружин у всіх їх прагненнях, його дружина живе та будує стосунки лише шукаючи особистої вигоди та збільшення статків.
Повертаючись з наукового симпозіуму, що відбувався у Празі, Сагайдак випадково зустрічає та допомагає дівчині на ім’я Ганнуся, яка їде до Києва вступати до університету. Він зустрічається з нею у Києві та розуміє, що закохався. Ганнуся відповідає йому взаємністю. Але на наступну зустріч вона не приходить і незабаром Сагайдак дізнається про її трагічну загибель у автокатастрофі. В нього трапляється нервовий зрив, він відмовляється від захисту своєї наукової роботи та уїжджає в село до батьків. Але там до нього в думках приходить кохана Ганнуся, з якою він, у своїй уяві, одружується. Його виявляють непритомним серед лісу, після чого Сагайдак потрапляє до лікарні. Частина знайомих, а також дружина, вважають його божевільним, але лікар, вислухавши розповідь Сагайдака, знаходить його абсолютно здоровим. Крім того, лікар, свою чергу, розповідає Сагайдаку про власні пошуки істини та подорож до легендарних Біловод, де, за людськими переказами, знаходиться царство правди. Впродовж бесіди він розповів про зустріч у Біловодах людей, які називали себе друзями з інших світів та вважали правдою єдність сущого. При цьому, на їх думку, справжня Амріта (безсмертя) у безперервних змінах, у безкінечному шляху до абсолютного.
Ця бесіда надихає Сагайдака до життя і він з новим натхненням повертається до праці. 
Невдовзі він отримує звістки про смерть своїх друзів: Гаррі Соун загинув під час експериментального польоту на Місяць, а Свамі Рішідева не вийшов зі стану самадхі при дослідженні космічних енергій.
Але прочитавши листа від Свамі, якого він отримав після його смерті, Сагайдак чекає на нове воскресіння.  Він починає розуміти, що нічого не може зникнути з безміру: ані співуча мова, ані рідна Україна, ані планета Земля. І йде вперед у пошуках джерела істини та своєї Чаші Амріти.

## Сприйняття
Від перших публікацій на час існування СРСР, книги О. Бердника, зокрема «… «Чаша Амріти», мали надзвичайний попит навіть серед тих радянських читачів, які взагалі ігнорували українську літературу». За словами українського поета, літературознавця Ігора Качуровського, «Друкована 1968 року ... Бердникова повість-феєрія «Чаша Амріти» показала його досвідченим майстром художнього слова». 
На думку кандидата історичних наук Олександра Хоменка, «Роман «Чаша Амріти» зосереджує увагу читача на доконечній неминучості вибору: між одвічним покликанням людини і абсурдною приреченістю відчуженого існування, між вертикаллю духу і статусним конформізмом ситого істеблішменту».